# Adolph Julius Eggers
Adolph Julius Eggers, född 23 januari 1859 i Köpenhamn, död där 16 december 1919, var en dansk musiker. 
Eggers var lärjunge till Peter Schram, Gottfred Matthison-Hansen, Peter Rasmussen och Albert Rüdinger. År 1880 blev han organistvikarie i Trinitatis Kirke, 1889 succentor i Holmens Kirke, 1905 kantor i Sankt Matthæus Kirke och  1910 kantor vid Holmens Kirke. På det Anckerska legatet reste han 1904 till Tyskland, Schweiz och Italien. 
Av Eggers större kompositioner nådde följande till uppförande: Suite pastorale och Dionysostog för orkester, körverket Kong Volmer, serenad för träblåsare och harpa, musik till skådespelet Inez fra Coimbra (Ny Teater) och till baletten Hubertusfesten (Det Kongelige Teater). Han var dessutom gitarrist och utgav en gitarrskola, tekniska studier för gitarr samt samlingar av äldre gitarrmusik.